# Конатице
Конатице је насеље у градској општини Обреновац у граду Београду. Према попису из 2022. било је 699 становника.
Овде се 1914. године водила Колубарска битка. У селу се налазе Стара основна школа у Конатицама и Црква Светог апостола Томе у Конатици.
У центру Конатица подигнут је 2003. године споменик војницима, подофицирима и официрима палим у Колубарској битци. Ово обележје је поставио Савез удружења потомака ратника Србије 1912-1920. године, општинска организација „Војвода Живојин Мишић” из Обреновца. У борби на Конатици је погинуо и мајор Милутин Петковић, краљев ордонанс, један од петорице браће Петковића који су погинули 1914-15.

## Демографија
У насељу Конатице живи 768 пунолетних становника, а просечна старост становништва износи 45,6 година (44,0 код мушкараца и 47,2 код жена). У насељу има 326 домаћинстава, а просечан број чланова по домаћинству је 2,79.
Ово насеље је великим делом насељено Србима (према попису из 2002. године).
|  |

| Демографија | Демографија | Демографија |
| Година      | Становника  | Становника  |
| ----------- | ----------- | ----------- |
| 1948.       | 1.263       |             |
| 1953.       | 1.280       |             |
| 1961.       | 1.285       |             |
| 1971.       | 1.162       |             |
| 1981.       | 1.145       |             |
| 1991.       | 1.079       | 960         |
| 2002.       | 909         | 1.045       |

| Етнички састав према попису из 2002.‍ | Етнички састав према попису из 2002.‍ | Етнички састав према попису из 2002.‍ | Етнички састав према попису из 2002.‍ | Етнички састав према попису из 2002.‍ |
| ------------------------------------ | ------------------------------------ | ------------------------------------ | ------------------------------------ | ------------------------------------ |
|                                      |                                      |                                      |                                      |                                      |
| Срби                                 | Срби                                 |                                      | 894                                  | 98,34%                               |
| Црногорци                            | Црногорци                            |                                      | 3                                    | 0,33%                                |
| Хрвати                               | Хрвати                               |                                      | 1                                    | 0,11%                                |
| Украјинци                            | Украјинци                            |                                      | 1                                    | 0,11%                                |
| Руси                                 | Руси                                 |                                      | 1                                    | 0,11%                                |
| Румуни                               | Румуни                               |                                      | 1                                    | 0,11%                                |
| Мађари                               | Мађари                               |                                      | 1                                    | 0,11%                                |
| Македонци                            | Македонци                            |                                      | 1                                    | 0,11%                                |
| непознато                            | непознато                            |                                      | 4                                    | 0,44%                                |

| Година пописа     | 1948. | 1953. | 1961. | 1971. | 1981. | 1991. | 2002. |
| ----------------- | ----- | ----- | ----- | ----- | ----- | ----- | ----- |
| Број домаћинстава | 295   | 319   | 355   | 334   | 349   | 323   | 326   |

| Број чланова      | 1  | 2   | 3  | 4  | 5  | 6  | 7 | 8 | 9 | 10 и више | Просек |
| ----------------- | -- | --- | -- | -- | -- | -- | - | - | - | --------- | ------ |
| Број домаћинстава | 77 | 111 | 35 | 42 | 36 | 21 | 1 | 3 | 0 | 0         | 2,79   |

| Пол    | Укупно | Неожењен/Неудата | Ожењен/Удата | Удовац/Удовица | Разведен/Разведена | Непознато |
| ------ | ------ | ---------------- | ------------ | -------------- | ------------------ | --------- |
| Мушки  | 387    | 107              | 233          | 26             | 20                 | 1         |
| Женски | 408    | 65               | 230          | 97             | 15                 | 1         |
| УКУПНО | 795    | 172              | 463          | 123            | 35                 | 2         |

| Пол    | Укупно                    | Пољопривреда, лов и шумарство | Рибарство                            | Вађење руде и камена | Прерађивачка индустрија       |
| ------ | ------------------------- | ----------------------------- | ------------------------------------ | -------------------- | ----------------------------- |
| Мушки  | 225                       | 104                           | 0                                    | 22                   | 31                            |
| Женски | 137                       | 90                            | 0                                    | 1                    | 9                             |
| УКУПНО | 362                       | 194                           | 0                                    | 23                   | 40                            |
| Пол    | Производња и снабдевање   | Грађевинарство                | Трговина                             | Хотели и ресторани   | Саобраћај, складиштење и везе |
| Мушки  | 8                         | 13                            | 8                                    | 0                    | 20                            |
| Женски | 1                         | 1                             | 9                                    | 1                    | 2                             |
| УКУПНО | 9                         | 14                            | 17                                   | 1                    | 22                            |
| Пол    | Финансијско посредовање   | Некретнине                    | Државна управа и одбрана             | Образовање           | Здравствени и социјални рад   |
| Мушки  | 0                         | 2                             | 6                                    | 1                    | 1                             |
| Женски | 0                         | 1                             | 6                                    | 3                    | 10                            |
| УКУПНО | 0                         | 3                             | 12                                   | 4                    | 11                            |
| Пол    | Остале услужне активности | Приватна домаћинства          | Екстериторијалне организације и тела | Непознато            | Непознато                     |
| Мушки  | 8                         | 0                             | 0                                    | 1                    | 1                             |
| Женски | 2                         | 1                             | 0                                    | 0                    | 0                             |
| УКУПНО | 10                        | 1                             | 0                                    | 1                    | 1                             |